# Biroul Român de Audit al Tirajelor
Biroul Român de Audit al Tirajelor (BRAT) este o organizație fără scop lucrativ, constituită la 20 februarie 1998, de către 33 de membri fondatori, într-un proiect demarat de fundația americană Freedom House. Până în decembrie 2003 numărul membrilor a crescut la 106. Din anul 1999, este membru al Federației Internaționale a Birourilor de Audit al Tirajelor (IFABC).
În martie 2007, BRAT avea 212 membri (editori, agenții de publicitate, clienți de publicitate și editori web), iar pe lista de audit se aflau înscrise 267 de publicații, cu 67 mai multe față de aceeași perioadă a anului 2006.
Departamentul Internet al BRAT se ocupă cu măsurarea performanțelor siturilor web — studiu numit Studiul de Audiență și Trafic Internet (SATI).